# Nioro du Rip
Nioro du Rip ist eine Stadt im südlichen Zentrum des Senegal. Sie ist Präfektur des Départements Nioro du Rip in der Region Kaolack.

## Geographische Lage
Nioro du Rip liegt im Süden der Region Kaolack, 53 Kilometer von der Regionalpräfektur Kaolack entfernt und 17 Kilometer nördlich der Grenze zu Gambia. Die Stadt ist Zentrum des südlichen Erdnussbeckens.

## Geschichte
Die Stadt Nioro du Rip erhielt ihren Namen 1861 nach der Eroberung durch den Marabout Maba Diakhou Bâ, der seinem Staat den Namen Rip gab und der die Stadt nach der malischen Stadt Nioro du Sahel nannte, um seinen Verbündeten El Hadj Umar Tall zu ehren, der jene Stadt wenige Jahre zuvor seinerseits erobert hatte.

## Bevölkerung
Die letzten Volkszählungen ergaben für die Stadt jeweils folgende Einwohnerzahlen:
| Jahr | Einwohner |
| ---- | --------- |
| 1988 | 11.841    |
| 2002 | 13.976    |
| 2013 | 20.784    |

## Verkehr
Nioro du Rip ist eine wichtige Etappe auf der Nationalstraße N 4, die in Kaolack von der N 1 nach Südosten abzweigt, dort zunächst den Saloum überquert, in Nioro eine vom 45 Kilometer entfernten Kaffrine kommende Landstraße aufnimmt, nach weiteren 11 Kilometern den hier 1000 Meter breiten Grand Bao Bolon überquert in Richtung auf die gambische Transitstrecke des Trans-Gambia Highway, über den die südsenegalesische Casamance und die Stadt Ziguinchor erreicht werden kann.
Über die N4 ist Nioro du Rip mit dem 54 km entfernt gelegenen Flugplatz Kaolack und mit dem nationalen Luftverkehrsnetz verbunden.